# Chironomus islandicus
Chironomus islandicus är en tvåvingeart som först beskrevs av Jean-Jacques Kieffer 1913.  Chironomus islandicus ingår i släktet Chironomus och familjen fjädermyggor. Arten har ej påträffats i Sverige. Inga underarter finns listade i Catalogue of Life.